# Algodre
Algodre est une commune espagnole de la province de Zamora située dans la communauté autonome de Castille-et-León.

## Histoire

### Ordre de Saint-Jean de Jérusalem
En 1116, la reine Urraque Ire de León fait don de La Bóveda de Toro et d'autres lieux qui s'y rattachaient dont Algodre aux Hospitaliers de l'ordre de Saint-Jean de Jérusalem. Cependant les Hospitaliers ont probablement rétrocédé ou échangé Algodre car le 4 novembre 1301, le roi Ferdinand IV de Castille concède pour la vie les lieux de Corese et d'Algodre au seigneur Juan Alfonso de Benavides (es).